# پاسکو ویل، ویکتوریا
پاسکو ویل (به انگلیسی: Pascoe Vale) یک منطقهٔ مسکونی در استرالیا است که در ویکتوریا (استرالیا) واقع شده‌است.